# 金属盗窃

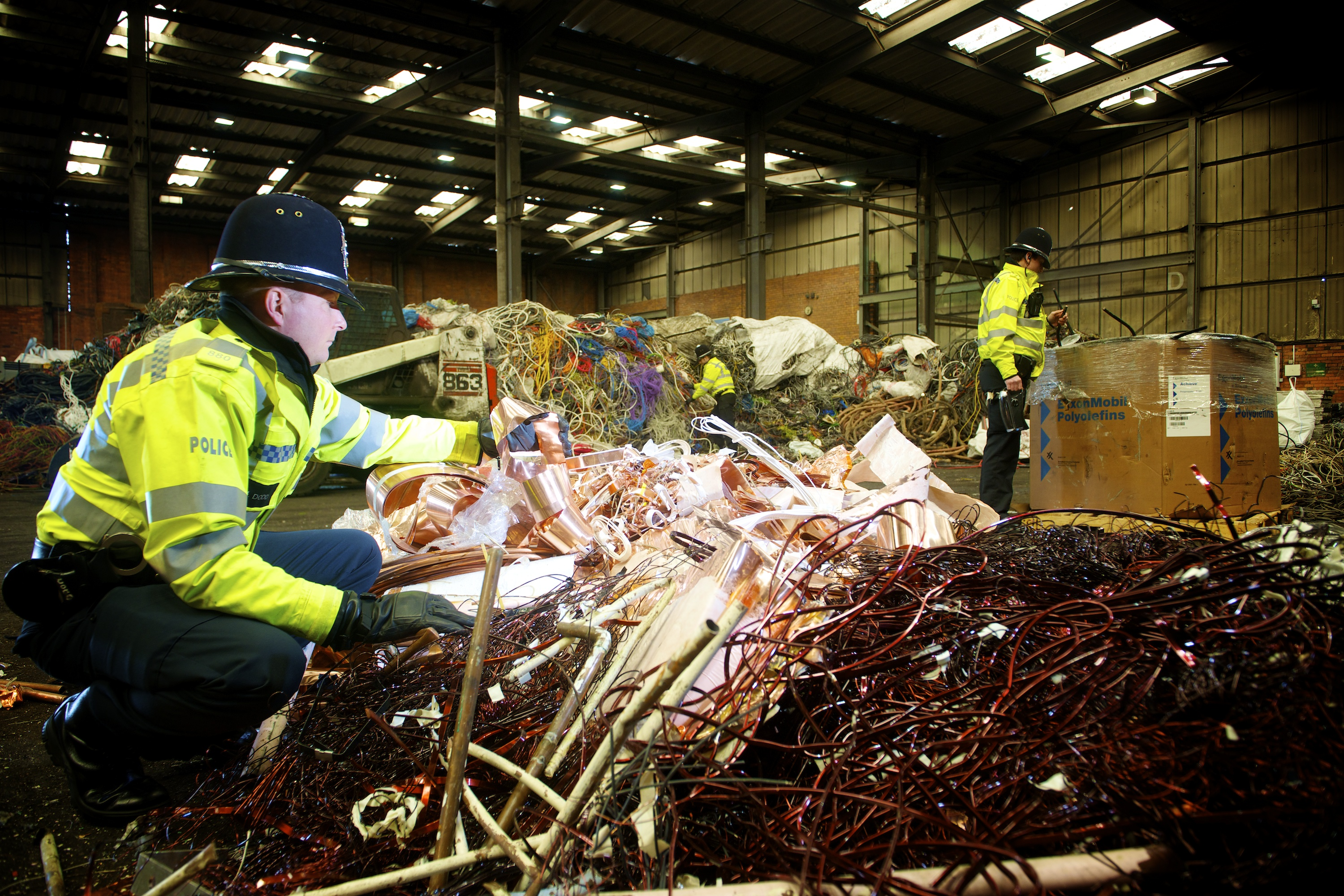
英国警察在一处废金属贩卖地检查被盗金属

金属盗窃是指因金属的价值而盗窃含金属物品的犯罪行为。金属盗窃案通常随着全球废金属价格上涨而增加。除金、銀等貴金屬外，铜、铝、黃銅、青铜等有色金属也是最常被盗的金属。然而，由于废金属价格上涨，即便是铸铁和钢的盗窃率也在增加。
与其他物品通常因其外在价值而被盗不同，涉及金属盗窃的物品则通常因其作为原材料的内在价值而被盗。金属盗窃带来的损失往往远大于被盗金属的价值，例如贵重塑像被毁、电力中断、铁路交通中断或电缆盗窃者触电身亡。

## 经常被盗的物品
任何由金属制成的东西都具有作为废金属的价值，可能会被盗：
- 窨井盖
- 建筑物的銅線或铜管
- 基础设施的电线（尤其是电缆）和变压器
- 铝或不锈钢啤酒桶
- 青铜或黄铜塑像、纪念碑和紀念牌匾
- 机动车的催化转换器
- 铁轨
- 墓地里的金属十字架和其他装饰品